# Jean Diharce
Jean Diharce també conegut amb el pseudònim de Xabier Iratzeder (Donibane Lohizune 1920 - 2008). Va ser un escriptor, principalment de poesia, però també assaigs en èuscar. Monjo benedictí i membre d'Euskaltzaindia des de 1962.